# Промстройбанк СССР
Промстройбанк СССР (также Промбанк СССР и Стройбанк СССР) — Промышленно-строительный банк СССР, государственный банк; имел отделения во многих городах всех республик Советского Союза.

## История
Банк был основан 1 сентября 1922 года как АО Промышленный банк (Промбанк).
Переименования банка:
- 8 августа 1923 года — АО Российский торгово-промышленный банк;
- 13 августа 1924 года — АО Торгово-промышленный банк СССР (Промбанк СССР);
- 27 июня 1928 года — АО Банк долгосрочного кредитования промышленности и электрохозяйства СССР (и объединен с Электробанком СССР);
- 5 мая 1932 года — Всесоюзный банк финансирования капитального строительства промышленности и электрохозяйства (Промбанк СССР);
- 17 августа 1936 года — Всесоюзный банк финансирования капитального строительства промышленности, транспорта и связи;
- 7 апреля 1959 года — Всесоюзный банк финансирования капитальных вложений (Стройбанк СССР) (объединены Промбанк, Сельхозбанк и Цекомбанк СССР);
- 1 января 1988 года — разделен на Промышленно-строительный банк СССР (Промстройбанк СССР), Агропромышленный банк СССР (Агропромбанк СССР) и Банк жилищно-коммунального хозяйства и социального развития СССР (Жилсоцбанк СССР);
- 19 декабря 1990 года — Государственный коммерческий Промышленно-строительный банк СССР (Промстройбанк СССР);[1]
- с августа 1991 года — Акционерный инвестиционно-коммерческий Промышленно-строительный банк СССР (Промстройбанк СССР), в августе - декабре 1991 акционирован, тогда же утратил "СССР" в названии и перешел под юрисдикцию Российской Федерации (новый регистрационный N 1449 от 24 декабря 1991 года)
- 2 июля 1999 приказом ЦБ РФ у Российского инвестиционно-коммерческого промышленно-строительного банка (открытое акционерное общество) (Промстройбанк России) (г.Москва) отозвана лицензия; банк исключен из реестра юрлиц в марте 2004

### Электробанк СССР
Был создан 7 декабря 1922 года как акционерное общество «Электрокредит», главным образом для кредитования сельскохозяйственной электрификации. 29 октября 1924 года преобразован в Акционерный банк по электрификации «Электробанк», одной из задач которого было долгосрочное кредитование проектов в сфере электрохозяйства и электрификации. 27 июня 1928 года упразднен и вошел в Промбанк СССР.
Председателями правления Электробанка СССР были:
- Падэрин, Александр Николаевич (01.11.1924 — 1926);
- Маргулис, Юлий Викторович (1926 — 27.06.1928).

Здание Электробанка в Москве в стиле конструктивизма было специально построено в 1926 году архитектором И. А. Голосовым.

## Руководители
- Краснощеков, Александр Михайлович (24.10.1922 — 18.09.1923)
- Ксандров, Владимир  Николаевич (12.10.1923 — 13.03.1927)
- Калманович, Моисей Иосифович (13.03.1927 — 19.01.1928)
- Гамбург, Иосиф Карлович (19.01 — 30.08.1928, и.о.; 30.08.1928 — 1929)
- Приворотский, Григорий Маркович (1929 — 07.01.1931)
- Туманов, Николай Гаврилович (07.01.1931 — 04.08.1936)
- ? (08.1936 — 03.1937)
- Левин, Рувим Яковлевич (29.03 — 31.07.1937)
- Гроссман, Владимир Яковлевич (05.08.1937 — 10.06.1948)
- Павельев, Александр Семёнович (10 — 12.06.1948)
- Подшиваленко, Павел Дмитриевич (31.08.1948 — 23.12.1961)
- Караваев, Георгий Аркадьевич (23.12.1961 — 22.01.1963)
- Гинзбург, Семён Захарович (15.08.1963 — 14.07.1970)
- Манойло, Фёдор Никитич (14. 07.1970 — 23.11.1972)
- Подшиваленко, Павел Дмитриевич (11.1972 — 06.1973)
- Зотов, Михаил Семёнович (08.06.1973 — 08.1989)
- Дубенецкий, Яков Николаевич (08.1989 — 08.1991)